# Inserción orbital
La inserción orbital es la maniobra de aceleración o frenado necesaria para que un vehículo espacial sea capturado por un cuerpo celeste, como un planeta o una luna.
Desde el punto de vista del viaje interplanetario, los vehículos espaciales se acercan los cuerpos celestes a mayor velocidad que la velocidad de escape correspondiente a ese cuerpo. La nave debe reducir su velocidad por debajo de la velocidad de escape para entrar en órbita, lo cual suele hacerse mediante motores cohete. Otra técnica para reducir la velocidad es el aerofrenado, aunque sólo puede realizarse sobre cuerpos con atmósfera.
Desde el punto de vista de un lanzamiento desde superficie, la inserción orbital es la maniobra necesaria para que la nave lanzada entre en órbita alrededor del cuerpo desde donde se ha lanzado. Muchos perfiles de lanzamiento incluyen una órbita "base" durante la fase de lanzamiento, para más tarde refinar o cambiar la órbita hasta alcanzar la deseada, acelerando o decelerando.